# Feminismo de la igualdad

Símbolo de la igualdad sexual.

El feminismo de la igualdad es una teoría feminista y un movimiento social que  tiene como objetivo conseguir la igualdad entre hombres y mujeres y plantea que para ello no es suficiente la igualdad formal o legal sino que es necesario establecer un nuevo contrato social. El feminismo de la igualdad incluye diferentes feminismos como son los socialistas, marxistas y anarquistas. Asimismo, el feminismo radical estadounidense y los feminismos de Simone de Beauvoir y  materialistas como Christine Delphy y Lidia Falcón también forman parte de esta perspectiva teórica.
Todos estos feminismos señalan que hombres y mujeres son originariamente seres humanos. El feminismo de la igualdad considera que la lucha por la igualdad real y efectiva, material, entre mujeres y varones transforma de manera radical todas las áreas de la vida social, el propio concepto de lo que es un ser humano y replantea los fines y el sentido de la vida individual y colectiva. 
Este movimiento plantea por primera vez en la historia que el nuevo "Contrato Social" que se reclama no puede hacerse con base en un "Contrato Sexual". Plantea la lucha por la igualdad de derechos como punto de partida y denuncia que la "autoconciencia de la humanidad" ha sufrido una profunda deformación al haber excluido e inferiorizado a las mujeres identificando a los varones con "el ser humano" neutral.
Entre las feministas históricas más relevantes del feminismo de la igualdad están Olympe de Gouges y Mary Wollstonecraft en la Revolución francesa hasta Flora Tristán, Alejandra Kollontai y Sylvia Pankhurst entre las sufragistas y marxistas, Kate Millett y Shulamith Firestone entre las feministas radicales. En España entre las feministas de la igualdad destacan Celia Amorós, Amelia Valcárcel, Victoria Sau y ecofeministas como Alicia Puleo. En América Latina se enmarcan en el feminismo de la igualdad Marcela Lagarde y Rita Segato en México, María Luisa Femenías en Argentina o Alda Facio en Costa Rica, Elida Aponte en Venezuela.

## Historia
En el movimiento feminista contemporáneo coexisten numerosos grupos. En un primer momento, que abarca la «segunda ola» (desde los años sesenta hasta principios de los ochenta) es posible distinguir tres líneas principales del feminismo: la radical, la socialista y la liberal. La aparición de los feminismos de la diferencia de raíz francesa e italiana situará a los anteriores en el paradigma "de la igualdad".

### España
En España Victoria Sau, Lidia Falcón,  Celia Amorós y Amelia Valcárcel han protagonizado, más allá de sus diferencias el enfoque de la igualdad. Entre los años 1975 y 1985 convivieron en este país el feminismo de la igualdad y el de la diferencia, aunque con el tiempo este primero fue ganando espacio por su mayor producción teórica y su implicación en las políticas públicas y reivindicativas.
En 1979 surgió en las II Jornadas Feministas de Granada el debate entre igualdad y diferencia. El feminismo autónomo cuestionó la doble militancia y el papel de las feministas militantes de los partidos. A partir de entonces se produce una ruptura de acción aunque para determinadas cuestiones puntuales, entre ellas la reivindicación del derecho al aborto, se mantiene la unidad.
Es posible utilizar diversos esquemas para definir las etapas y las tendencias que surgieron en esta «segunda ola», según se trate de su conceptualización del sexo / género, de las divergencias entre los conceptos de igualdad / diferencia, de la relación establecida con el poder o según la idea que sostengan del autonomismo, etc. Se distinguen, entonces, siguiendo la clasificación defendida por Nancy Fraser, tres períodos:
1. El período de la diferencia de género;
2. el de las diferencias entre las mujeres y
3. el de las múltiples diferencias que se intersecan

El feminismo de la diferencia y la igualdad se encontrarían dentro del primer período.

## Base ideológica
El feminismo de la igualdad considera que la masculinidad y la feminidad son roles de género construidos socialmente y que, dado que obedecen a un contrato social que determina su existencia y que perjudica a una parte de la humanidad, el acabar definitivamente con esta situación perjudicial necesariamente pasa por el rechazo y la revocación de esa determinación de los roles de género:

El género es una categoría construida social, histórica y culturalmente. A diferencia de mujer y varón, feminidad y masculinidad no son conceptos empíricos. El género es la institucionalización social, muy arraigada, de la diferencia de sexo. Señala características sociales, pero simultánea y fundamentalmente, constituye un sistema conceptual, un principio organizador, un código de conductas por el cual se espera que las personas estructuren sus vidas, sean femeninas o masculinas y se comporten femenina o masculinamente. En tal sentido, el género no es una categoría descriptiva sino una normativa que determina la percepción social de las mujeres y de los varones. Feminidad y masculinidad son construcciones que una sociedad hace para perpetuar su estructura y funcionamiento. Hay, por supuesto, diferencias biológicas innegables entre mujeres y varones, pero lo determinante en la organización social no es la diferencia misma sino el modo en el que se la significa y se la valora, el modo en el que se la interpreta y se la vive.

La conceptualización del género como social, no determinado por la autonomía, suponía el rechazo del determinismo biológico del «sexo» o la diferencia sexual utilizados habitualmente para justificar la discriminación de las mujeres. Para las feministas de la igualdad, la biología no es el destino. Se trata de eliminar diferencias de género socialmente construidas, puesto que estas diferencias reforzarían la exclusión y la opresión de las mujeres cuando el objetivo es ponerlas a un pie de igualdad con los varones.
Giulia Adolfini (1980) afirma que se puede hablar de una «subcultura femenina» que surge de la marginación: «...desconocemos las implicaciones del hecho de ser macho o hembra, puesto que lo que encontramos en una sociedad jerárquica no son machos y hembras, sino justamente construcciones sociales que son los hombres y las mujeres». Hablar de valores femeninos resulta peligroso, pues equivale a admitir que tienen origen en la biología, dando la razón a las tradicionales concepciones esencialistas o biologistas.
Desde el feminismo de la igualdad se considera que postular una inversión de esos valores, adjudicándole un sentido positivo a lo femenino (como plantea el feminismo de la diferencia) no hacen sino reforzar una escisión social, simplemente aplicando al revés la lógica patriarcal. Si bien sería deseable la universalización de las virtudes que se atribuyen a las mujeres, cabría preguntarse si éstas provienen de la biología, de la esencia de lo femenino, o son productos de la opresión, si fueran valores innatos o naturales, se caería en un esencialismo basado en la inferioridad biológica de los hombres, lo que llevaría a la imposibilidad de cambio.[cita requerida]
Las mujeres que adhieren a la igualdad, rechazan este sistema social por ser una sociedad de opresión, de modo que luchan contra este orden social opresor para sustituirlo por nuevas relaciones sociales, donde desaparecería lo genérico - el hombre y la mujer en tanto géneros - y se constituiría una sociedad de sujetos plenos, sin valores «masculinos» y «femeninos».
El feminismo de la igualdad aspira a una sociedad en la que se produzca la integración de las individualidades una vez superados los estereotipos del sistema sexo-género. Defiende que las mujeres y los hombres tienen los mismos derechos y, de esta manera, pueden participar en igualdad en todas las estructuras sociales. Por esto mismo, rechaza la búsqueda de la esencia femenina (al contrario que el de la diferencia) por ser una creación del patriarca, y habla de luchar para conseguir la igualdad con los varones. Este planteamiento es muy cercano al socialismo, en cuanto a la lucha por la paridad. Las defensoras de la igualdad niegan la existencia de valores femeninos y señalan que la única diferencia válida es la que tiene su origen en la opresión:

«Lo que se encuentra en la sociedad jerárquica actual no son machos o hembras, sino construcciones sociales que son los hombres y las mujeres.»
Delphy, 1980

En relación con la sexualidad, el feminismo de la igualdad reivindica el derecho al placer sexual por parte de las mujeres, denunciando que la sexualidad femenina ha sido históricamente negada por la supremacía masculina y ponen en entredicho todo lo que limita, reprime y oprime la sexualidad femenina, así como la exigencia a la heterosexualidad. Se denuncia además el «mito del orgasmo vaginal». Analizando todas las consecuencias políticas que arrastra, se cuestiona además que se asuma como un hecho el que la capacidad de reproducir conlleve «natural y espontáneamente» la obligación de crianza de los hijos y cuidado de la familia. En este mismo contexto, analizan críticamente el trabajo doméstico, las implicaciones de su falta de remuneración y cómo este factor ha desempeñado un papel en la opresión de la mujer.
Esta tendencia feminista ha centrado sus reivindicaciones en obtener una igualdad de derechos en todos los ámbitos de la vida: derechos civiles, políticos, derechos al trabajo, igualdad salarial, etc., así como una participación en todos los ámbitos de la vida pública. Han promovido, además, un cambio en las mentalidades y en las relaciones entre los sexos en el ámbito de lo privado, exigiendo una igualdad efectiva en el terreno de la dedicación a la familia y a los hijos. Ha defendido también el derecho al propio cuerpo, separando sexualidad de reproducción y defendiendo la libre opción sexual. Asimismo, ha combatido manifestaciones de violencia hacia las mujeres, violaciones, malos tratos domésticos. Luchan para conseguir pequeñas emancipaciones económicas, profesionales, domésticas y políticas.
El feminismo de la igualdad persigue que el hombre deje de ser aceptado como prototipo universal del ser humano:

«...luchamos, sí, porque no se nos niegue ningún derecho, pero luchamos, sobre todo, para acabar con la dualidad de masculino/femenino, para acabar con la división de papeles en función del sexo.»
P. Uría., E. Pineda, M. Oliven, 1985

Alejandra Kollontai retomó y amplió posteriormente los argumentos de Engels contra la institución familiar, propone para ello una transformación fundamental de las relaciones entre los sexos, planteando una posición clave que habría de convertirse en patrimonio común del movimiento feminista, por lo que la lucha de las mujeres exige su autodeterminación como tales su autonomía política e ideológica. Esta voz ha sido acallada dentro del movimiento socialista.[cita requerida]
De todos modos, en sus escritos, nunca llegó a calificarse como feminista, llegándose a definir al feminismo como una lucha totalmente apartada de los intereses de las obreras socialistas [cita requerida]. Esto se refleja en sus principales obras: El Día de la Mujer (1913)  o Los fundamentos sociales de la cuestión femenina (1907).

## Concepto de igualdad
Los defensores del criterio de igualdad aclaran que ello no implica de ninguna manera la identificación con el opresor (en este caso, los hombres). La reivindicación es un hecho histórico, que fue influido por la evolución constante de las relaciones sociales. Tiene sus raíces en las premisas de la ilustración, fundamentalmente en el concepto de universalidad en el sentido planteado por Celia Amorós (1986) de que todos los seres humanos son sujetos y de que existe la intersubjetividad, de que todas las personas poseen una naturaleza común y que en ese sentido son iguales. La igualdad no pretende homogeneizar sino reconocer la diversidad de mujeres y de hombres y actuar sobre la base de ello para conseguir los mismos derechos y libertades. Según Celia Amorós, «la igualdad de género es el concepto normativo regulador de un proyecto feminista de transformación social».
Resulta clave también la reivindicación de lo universal. Solo a partir del reconocimiento como igual es posible -señala Amorós- reivindicar el derecho a ser diferente y dialogar a pesar de las diferencias.
Empar Pineda comenta en cuanto al concepto de igualdad: “cuando hablo de igualdad, hablo de reivindicar la abolición de las diferencias artificiales en razón de sexo, los privilegios de un sexo sobre el otro, la desaparición de nuestra opresión de sexo”.

## Debate entre el feminismo de la igualdad y el de la diferencia
Esquema comparativo de conceptos base en ambas teorías:
| Feminismo de la igualdad | Feminismo de la diferencia |
| ------------------------ | -------------------------- |
| Racionalidad             | Irracionalidad             |
| Mente                    | Cuerpo                     |
| Cultura                  | Naturaleza                 |
| Razón                    | Experiencia                |
| Poder                    | Anti-poder                 |
| Objetividad              | Subjetividad               |
| Mundo público            | Mundo privado              |

[cita requerida]
Ambas constatan la existencia de una identidad femenina (sea innata, para la diferencia, o adquirida, para la igualdad) dotada de rasgos claramente definidos[cita requerida] y de una extensión generalizada (en el tiempo y en el espacio), aunque no se llega nunca a un acuerdo total a la hora de describir esta naturaleza. 
El feminismo de la igualdad ha rechazado el esencialismo del feminismo de la diferencia. En este debate, que se ha desarrollado con el aporte de diversas autoras, 
- Amelia Valcárcel opina que el esencialismo insiste en homogeneizar a las mujeres, en circunstancias de que se sabe que no hay una esencia femenina que homogenice, que no existe «la mujer» sino mujeres diversas unas de otras. De igual modo, tampoco hay una esencia masculina: no existe «el hombre» sino hombres distintos unos de otros.[cita requerida]

- Chantal Mouffe, autodefinida como feminista de la igualdad en la diferencia, puntualiza que si la categoría «mujer» no se corresponde con una esencia unitaria y unificadora, dice, entonces el falso dilema del feminismo de la diferencia frente al feminismo de la igualdad se derrumba. No hay una esencia mujer como no hay una esencia varón, lo que hay “es una multiplicidad de relaciones sociales en las cuales la diferencia sexual está construida”.[11]

- Joan Scott considera que el debate igualdad contra diferencia es un callejón sin salida, que se ha ofrecido una u otra opción cuando ambas son interdependientes y la elección de una no excluye a la otra. Ambas posiciones se han mostrado enfrentadas, pero Scott, aplicando la deconstrucción derridiana muestra como la oposición dicotómica se da entre igualdad y desigualdad (no entre igualdad y diferencia). Afirma que «diferencia» es un concepto plural ya que, por ejemplo, también encierra la diversidad que existe entre las mismas mujeres (o entre los hombres).[11] La dicotomía igualdad y diferencia plantea una elección imposible y eso es lo que se puede percibir al estudiar los discursos al interior del feminismo, porque las mujeres que hablan desde la diferencia tienen como objetivo final la igualdad, dando un rodeo a través de su propia existencia como mujeres y por tanto desde la creación de una nueva identidad. Mientras las mujeres que hablan desde la igualdad, coinciden en el mismo objetivo, pero al obviar la diferencia pueden dejar de lado la experiencia de ser mujer y lo que sido nuestra historia.

- Puleo (2005) (de manos de Virginia Woolf)  afirma en el libro "Tres guineas"  respecto de la polémica igualdad/diferencia que aunque se opte por la incorporación al mundo de lo público, no se pierda la oportunidad de realizar una aportación transformadora, es decir, que habría que reivindicar derechos y accesos a los recursos y examinar, crítica y selectivamente, conceptos e instituciones a la luz de una genealogía del pensamiento androcéntrico. Su intento se encamina a integrar ambos feminismos porque ambos buscarían el mismo fin, "Tres Guineas", son tres partes, dedicadas cada una a la discusión de la conveniencia de donar una guinea a tres asociaciones diferentes, que, según la autora, contribuirían a erradicar la guerra. <!- este párrafo requiere mucho más trabajo para su legibilidad->

Las defensoras de la igualdad niegan la existencia de valores específicamente "femeninos". “Lo que se encuentra en la sociedad jerárquica actual no son machos o hembras, sino construcciones sociales que son los hombres y las mujeres” (Delphy, 1980).

## Campo de actuación del feminismo de la igualdad
En el campo del feminismo de la igualdad existe abundante bibliografía, en gran medida debido al amplio desarrollo del marco teórico en espacios académicos que se ha producido apoyado con numerosas investigaciones sociológicas que han servido de base para el diseño de las políticas y planes de igualdad. Muchas feministas de la igualdad militan en partidos políticos desde donde han impulsado el desarrollo de leyes y normativas orientadas a la mejora de las condiciones de vida de las mujeres y al avance de sus derechos: participación política de las mujeres (cuotas y paridad), lucha contra la violencia de género, derecho a la educación y derecho al aborto, son elementos clave en la agenda de la igualdad. 

## Críticas
Desde el feminismo de la diferencia se cuestiona que el feminismo de la igualdad tenga por objetivo compartir el poder con los varones sin cuestionar la esencia de ese poder. Por otro lado estar presente en algunos espacios reales de participación no conlleva automáticamente la profunda y necesaria transformación de las relaciones de género se advierte. También existe el peligro -señalan- de que los compromisos burocráticos de las instituciones hagan perder a las feministas autonomía y capacidad de oposición. Por otro lado el feminismo poscolonial plantea la interseccionalidad, de las marcas culturales de género, clase, raza y orientación sexual. Las ve como completamente unidas y con la misma prioridad. Es por ello que cuestiona al feminismo de la igualdad el no dar importancia a estas otras marcas culturales llevándolas a acusarlo de ser un feminismo burgués y blanco ciego a las demás dominaciones.
La filósofa española Victoria de Sendón que propugna el feminismo integral u holístico considera que el sistema global es el patriarcado, que el feminismo de la igualdad "atiende parcelas necesarias para el avance democrático" pero queda corto y que "una reevolución va más allá de la igualdad". No se posiciona tampoco con el feminismo de la diferencia. "Defiendo la diferencia por su cualidad y como deconstrucción de un igualitarismo que no se cuestiona el modelo de mundo ya que ser iguales en un modelo de mundo que no nos convence carece de significado."

### Históricas en el feminismo de la Igualdad
- Olympe de Gouges
- Alejandra Kollontai
- Sylvia Pankhurst
- Poullain de la Barre
- Flora Tristán
- Joan Wallach Scott
- Mary Wollstonecraft

### Teóricas y activistas contemporáneas del feminismo de la Igualdad
- Celia Amorós
- Simone de Beauvoir
- Lidia Falcón
- Shulamith Firestone
- Marcela Lagarde
- María Luisa Femenías
- Kate Millett
- Chantal Mouffe
- Elisabeth Badinter
- Empar Pineda
- Alicia Puleo
- Victoria Sau
- Amelia Valcárcel

### Otros feminismos
- Feminismo de la diferencia
- Feminismo socialista
- Feminismo liberal
- Feminismo individualista
- Anarcofeminismo
- Feminismo radical
- Ecofeminismo
- Ciberfeminismo
- Feminismo marxista
- Feminismo lésbico
- Feminismo poscolonial
- Transfeminismo